# Giovanni Vincenzo Gravina
Giovanni Vincenzo Gravina, másként Gianvincenzo Gravina (Roggtano, 1664. február 20. – Róma, 1718. január 6.) olasz jogtudós és író.

## Élete

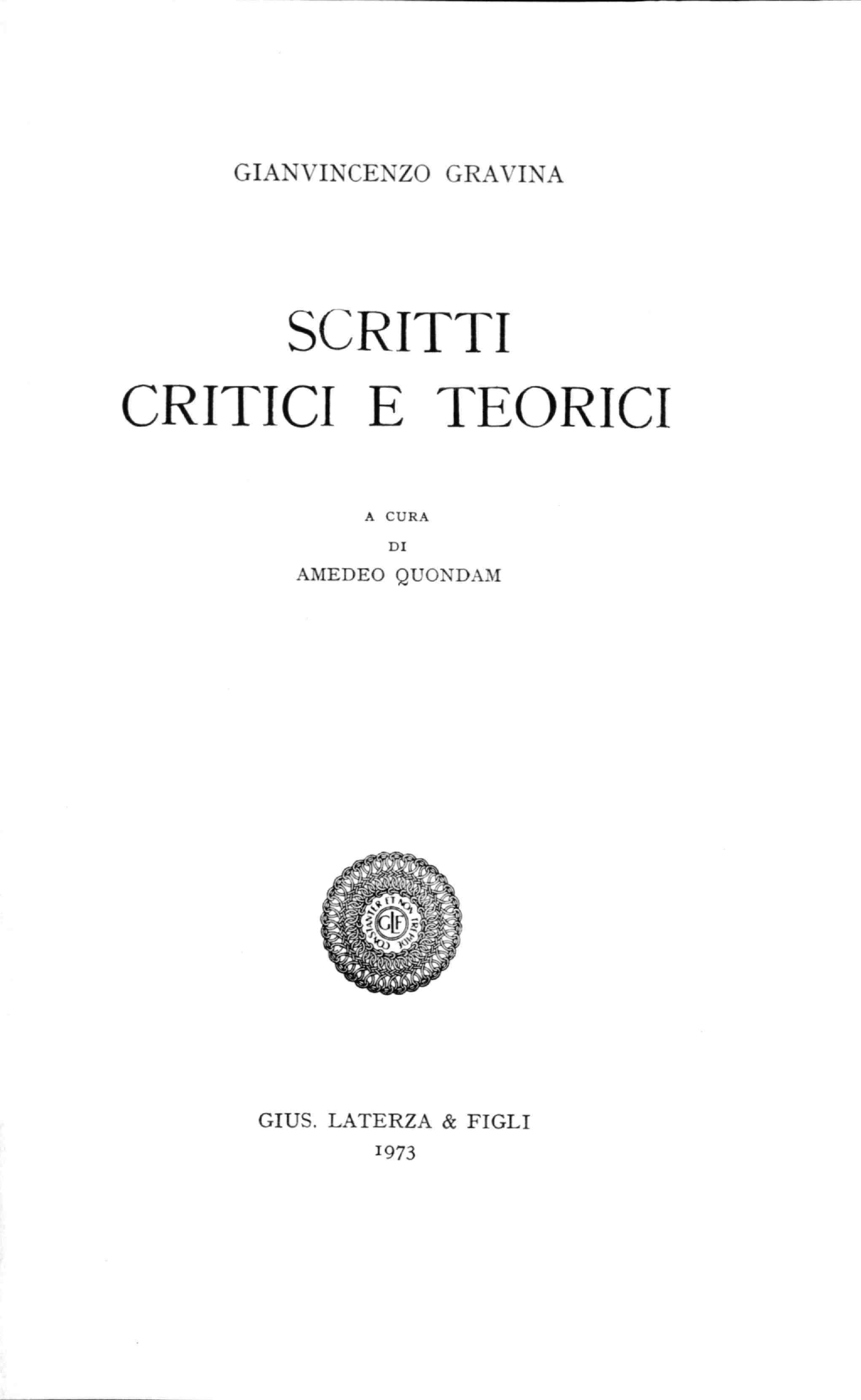
Scritti critici e teorici, 1973

1690-ben egyike volt az arkádiai akadémia megalapítóinak, melyből 1711-ben néhány társával együtt kivált. Jogi munkái közül az Origines juris civilis Németországban is nagyon elterjedt. Becses könyv volt Della ragion poetica című irodalomtörténeti műve is, melyben jó ízléssel bírálta meg az olasz irodalom fontosabb munkáit. Írt a tragédiáról is, sőt maga is szerzett hat tragédiát, melyek azonban értéktelenek.